# Törnfåglarna (TV-serie)
Törnfåglarna (engelska: The Thorn Birds) är en amerikansk miniserie från 1983, producerad för ABC i regi av Daryl Duke. Serien är baserad på Colleen McCulloughs roman med samma namn.
Handlingen, som utspelas åren 1920 till 1962, äger huvudsakligen rum i Australien och kretsar kring den omöjliga kärleken mellan den katolske prästen Ralph de Bricassart (Richard Chamberlain) och Meghan "Meggie" Cleary (Rachel Ward).

## Handling
Den unge irländske katolske prästen Ralph de Bricassart får tjänstgöring i New South Wales i Australien, där han lär känna Mary Carson som är en förmögen men något bitter ägare till fårstationen Drogheda, belägen nära staden Gillianbone.
När så Carsons bror Paddy Cleary kommer med sin familj till Drogheda för att tjänstgöra som förman på godset blir Fader Ralph en nära vän till familjen Cleary och får en särskild relation till familjens enda dotter, den då 9-åriga Meghan, "Meggie".
Då Meggies mor aldrig ägnat henne speciellt mycket uppmärksamhet, och samtliga män i familjen Cleary är involverade i arbetet på gården, blir det till stor del Fader Ralph som tar sig an den ensamma och något bortglömda Meggie.
I takt med att tiden går och Meggie börjar bli vuxen fördjupas deras relation och Meggie visar allt tydligare tecken på att vara förälskad i Fader Ralph. Denne avböjer dock hennes inviter då han är en ambitiös och djupt troende katolsk präst och som sådan får han aldrig gifta sig eller över huvud taget ha ett förhållande med en kvinna. Han kan dock inte dölja att han är tillika djupt förälskad i Meggie.
När så den åldrade Mary Carson dör visar det sig att hon, eftersom även hon varit förälskad i Fader Ralph, valt att inte testamentera sin förmögenhet till familjen Cleary utan istället skänka den till den katolska kyrkan, med Fader Ralph som ansvarig för egendomen.
Detta innebär i förlängningen att Fader Ralph förflyttas till tjänstgöring i Vatikanen och därmed tvingas lämna sin älskade Meggie, vilket är precis vad Mary Carson planerat.
I Rom gör Fader Ralph karriär inom den katolska kyrkan och upphöjs med tiden först till ärkebiskop och sedan till kardinal. Under alla dessa år plågas han dock av svåra samvetskval, och slits mellan sin gudstro och sin kärlek till, och saknad efter, Meggie.
Meggie å sin sida försöker gå vidare i livet och gifter sig istället med fårfarmaren Luke O'Neill men inser snabbt att hon aldrig kommer att bli lycklig med någon annan än Fader Ralph.
Under seriens vidare gång får vi följa Fader Ralph och Meggie genom deras liv under kommande decennier. Medlemmar i familjen Cleary dör och nya föds, tiden går och världen förändras, men den hopplösa kärleken mellan Fader Ralph och Meggie består.

## Rollista i urval
| Richard Chamberlain | – Fader Ralph de Bricassart            |
| Rachel Ward         | – Meggie Cleary                        |
| Barbara Stanwyck    | – Mary Carson                          |
| Richard Kiley       | – Paddy Cleary                         |
| Jean Simmons        | – Fee Cleary                           |
| Bryan Brown         | – Luke O'Neill                         |
| Philip Anglim       | – Dane Cleary O'Neill                  |
| Mare Winningham     | – Justine Cleary O'Neill               |
| Sydney Penny        | – Meggie Cleary som barn               |
| Christopher Plummer | – Ärkebiskop Vittorio Contini-Verchese |

## Om serien
Serien har fått ett stort antal utmärkelser, bland annat fyra Golden Globe.
År 1996 fick serien en uppföljare, Törnfåglarna: De Förlorade Åren. I denna var det dock endast Richard Chamberlain som deltog från den ursprungliga skådespelarensemblen.
Serien är baserad på Colleen McCulloughs roman med samma namn som kom ut 1977. Denna utspelar sig till stor del i Australien, men filmningen skedde till största delen i Kalifornien och på Hawaii
Från början var Jane Seymour aktuell för rollen som Meggie och Audrey Hepburn för rollen som Mary Carson
Rachel Ward och Bryan Brown träffades under inspelningen av serien och blev sedan ett äkta par även i verkligheten

## Citat
Budskapet i boken avspeglar sig i en text som står bland de första sidorna av boken.
Det finns en saga om en fågel som sjunger endast en gång i sitt liv men då sjunger den vackrare än någon annan varelse på jordens yta. När den lämnar sitt bo söker den efter en törnbuske och ger sig inte förrän den har hittat en sådan. Sedan sitter den och sjunger bland de taggiga grenarna, fastnaglad vid den vassaste och längsta taggen. I sin dödskamp sjunger den vackrare än både lärkan och näktergalen. En storartad sång till priset av sitt liv men hela världen stannar för att lyssna och Gud ler i sin himmel. Ty det bästa kan endast födas ur stora smärtor... så säger åtminstone sagan.